# Скорост на кораб
Скорост на кораб е една от най-важните тактико-технически характеристики на кораб, изразяваща разстоянието, което изминава за единица време. Скоростта на кораба се измерва с възли (т.е. морски мили за час), кабелти в минута, километри в час и т.н. Различават се няколко вида скорости на кораба (в зависимост от режима на работа на главната силова установка (ГСУ), условията на плаването и способа за изчисляване:
- Абсолютна скорост на кораб – скоростта, измервана с разстоянието, изминато от кораба за единица време относително грунта (неподвижен обект) по линията на пътя на кораба.
- Безопасна скорост на кораб – скоростта на движение, при която може да се предприеме необходимото и надлежащо действие за предотвратяване на сблъсък.
- Крайцерска скорост на кораб (за военните кораби също бойна икономична скорост на кораба) – скоростта, изискваща минимален разход на гориво за измината миля при нормална водоизместимост и работа на корабните и бойните технически средства в режим, осигуряващ пълна техническа готовност на главните механизми към развиването на пълната бойна скорост.
- Генерална скорост на кораб измерва се с разстоянието, изминато от кораба за единица време по общия курс.
- Допустима скорост на кораб – установената максимална скорост, ограничавана от условията на изпълняваната бойна задача, обстановката или правилата за плаване (при тралене, буксировка, при вълнение или плитчини, в съответствие с правилата за рейдова служба или задължителните правила в пристанището)
- Най-голяма скорост на кораб (или максимална) развивана при работа на ГСУ на кораба във форсиран режим с едновременното осигуряване на пълната бойна готовност на кораба. Дълговременното форсиране на ГСУ може да доведе до излизането ѝ от строй и загуба на ход, вследствие на което към достигането ѝ се прибягва в изключителни случаи.
- Най-малка скорост на кораб (или минимална) – скорост, при която корабът може да държи курс (да се управлява с помощта на руля).
- Относителна скорост на кораб измерва се с разстоянието, изминавано от кораба за единица време относително водата.
- Пълна бойна скорост на кораб (или скорост на пълен ход) достига се при работа на ГСУ в режим на пълна мощност (без форсаж) при едновременна работа на всички бойни и технически средства на кораба, осигуряващи пълната бойна готовност на кораба.
- Икономична скорост на кораб (или технико-икономична) – скорост, достигана при работата на ГСУ в икономичен режим. При това се постига задачата за минимален разход на гориво за измината миля с едновременното осигуряване на необходимата бойна готовност и битови нужди на кораба.
- Ескадрена скорост на кораб (или назначена) – скоростта на съединение или група кораби, установявана за всеки отделен случай според изискванията на поставената задача, обстановката в района на прехода, навигационните и хидрометеорологичните условия.